# Noccaea cuneifolia
Noccaea cuneifolia är en korsblommig växtart som först beskrevs av Jozef Pantocsek och som fick sitt nu gällande namn av Josef Holub.
Noccaea cuneifolia ingår i släktet backskärvfrön och familjen korsblommiga växter. Inga underarter finns listade i Catalogue of Life.